# 영화는 영화다 (라디오 프로그램)
《영화는 영화다》는 MBC 표준FM의 라디오 프로그램이며, 새벽 2시 ~ 3시에 방송되었고, 이전까지 MBC FM4U에서 '영화음악'이라는 프로그램으로 방송되던 것을 2013년 3월 25일에 시행한 2013년 MBC 라디오 봄 개편으로 인하여 방송 채널을 MBC 표준FM으로 옮기고, 프로그램 제목도 '영화는 영화다'로 바꾸어서 방송하게 되었다.

박혜진 아나운서가 2013년 6월 23일까지 진행하다가 육아휴직을 내면서 하차하였고, 2013년 6월 24일부터 손정은 아나운서가 진행하였다. 그러다 2013년 가을 개편으로 인하여 제목을 FM영화음악으로 바꾸고, 방송 채널을 다시 FM4U로 옮기면서 이 프로그램은 폐지되었다. 손정은 아나운서는 해외 유학을 이유로 가을 개편때 하차하였다. 2013년 9월 1일 자로 6개월 만에 폐지되었다.

## 역대 DJ
- 박혜진 - 2013년 3월 25일 ~ 6월 23일
- 손정은 - 2013년 6월 23일 ~ 9월 1일

## 코너
- <월> : 장박사의 팝콘 심리학
- <화> : 매직 아워 스페셜
- <수> : 써니의 따끈따끈 새영화
- <목> : 다혜리의 시네 Talk Talk
- <금> : 블링블링 OST
- <토> : 그들 각자의 영화관
- <일> : 3분 극장, 히든 트랙

## 같이 보기
- FM 영화음악 (이전 프로그램)